# Polsat Biznes
Polsat Biznes – polskojęzyczny kanał telewizyjny o zagadnieniach gospodarczych oraz biznesowych działający w latach 2013–2014.

## Historia
Wystartował 18 lutego 2013, zastępując TV Biznes. Rebranding miał na celu standaryzację marek posiadanych przez spółkę Telewizja Polsat i odświeżenie profilu stacji. Szefem kanału został Henryk Sobierajski. W połowie 2013 r. nazwa i profil stacji uległy zmianie, by zwiększyć jej konkurencyjność względem TVN 24 Biznes i Świat i zapewnić lepszą pozycję na rynku. 9 czerwca 2014 r. stacja zakończyła działalność, a nazwa zmieniła się na: Polsat News+.

## Logo
| 18 lutego 2013 – 9 czerwca 2014 | Ciemno-turkusowy kwadrat, a w nim białe słowo "biznes" oraz strzałka, która idzie w górę. Pod kwadratem cyjanowy prostokąt z napisem Polsat. | Polsat Biznes |

## Programy
Ramówkę stacji wypełniały programy lifestylowe oraz informacyjne i publicystyczne, wśród nich:
- Biznes Informacje
- Kto ma rację?
- Debata Polsat Biznes
- Biznesowa rozmowa „Wydarzeń”
- Zoom na giełdę
- Nie daj się fiskusowi